# Glándula odorífera

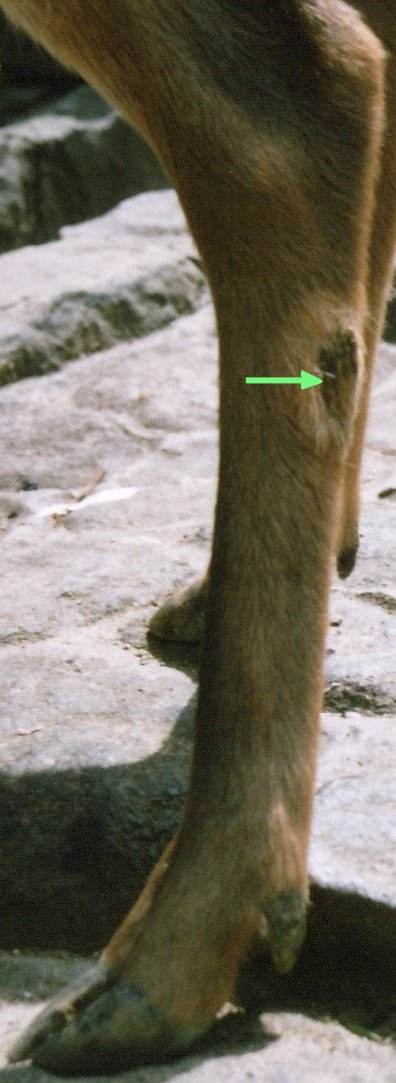
Glándula metatarsal de ciervo

Las glándulas odoríferas son glándulas exocrinas que producen secreciones olorosas con funciones propias dentro del comportamiento animal. Pueden encontrarse en el área genital de la mayoría de los mamíferos y en otras partes del cuerpo, como en las axilas de los humanos y la glándula preorbital de los cérvidos. Las glándulas salivares pueden servir esta función en algunos casos.
Producen un fluido que contiene feromonas. Son mensajeros que indican información referente al estatus, humor o potencia sexual, o para marcar el territorio. Los animales que poseen estas glándulas presentan una cantidad de comportamientos para colocar los aromas en los lugares apropiados, frotando partes de sus cuerpos en sitios determinados.
En ocasiones constituyen mecanismos de defensa, como en el caso de los mefítidos, cuya vaporización repele depredadores.